# Viganella
Viganella är en ort och frazione i kommunen Borgomezzavalle i provinsen Verbano Cusio Ossola i regionen Piemonte i Italien. 
Viganella upphörde som kommun den 1 januari 2016 och bildade med den tidigare kommunen Seppiana den nya kommunen Borgomezzavalle. Den tidigare kommunen hade 163 invånare (2015).